# Moisdon-la-Rivière
 Moisdon-la-Rivière  es una población y comuna francesa, situada en la región de Países del Loira, departamento de Loira Atlántico, en el distrito de Châteaubriant y cantón de Moisdon-la-Rivière.

## Historía
En el 1939 fue estabelecido en Moisdon un campo para refugiados republicanos, aquí principalmente mujeres y niños ; con un otro campo en la comuna próxima de Juigné-des-Moutiers, había en octubre de 1939 1200 refugiados españoles en Loira Atlántico (entonces Loira Inferior). Ver la página Nantes, Historía, siglo XX, para detalles y referencia.

## Demografía
| 1947 | 1810 | 1842 | 1807 | 1810 | 1733 |
| Para los censos de 1962 a 1999 la población legal corresponde a la población sin duplicidades (Fuente: INSEE [Consultar]) |      |      |      |      |      |